# فرا مائورو
فرا مائورو (حدود 1400-1464)  نقشه کش ایتالیایی (ونیزی) اهل جمهوری ونیز بود که در حدود ۱۴۵۰ میلادی دقیق ترین نقشه جهان تا آن زمان، نقشه فرا مائورو را ایجاد کرد. نقشه او برای اولین بار به سبک مسلمانان بصورت شمالی-جنوبی ترسیم شد. او برای اولین بار اقیانوس هند را یک محیط باز نشان داد و افریقا را بشکل یک قاره جدا کننده اقیانوس هند از اقیانوس آرام نشان داد و دماغه امید نیک را دماغه دیاب نامید. این نقشه توسط کاشفان پرتقالی قرن شانزدهم میلادی از جمله واسکو داگاما برای یافتن مسیر دریایی به هند استفاده شد که به استعمار هند نیز انجامید.
منابع او برای ایجاد نقشه خود یکی گفته های تجار ونیزی و مسلمان بود که به شهر او تردد میکردند. دیگر نوشته های مارکوپولو و نیکولو دی کونتی بود.
مائورو راهب صومعه کامالدوزی سنت مایکل، واقع در جزیره مورانو در تالاب ونیزی بود. آنجا بود که کارگاه نقشه کشی داشت. و توسط شاهزاده هنری ناوبر استخدام شد.

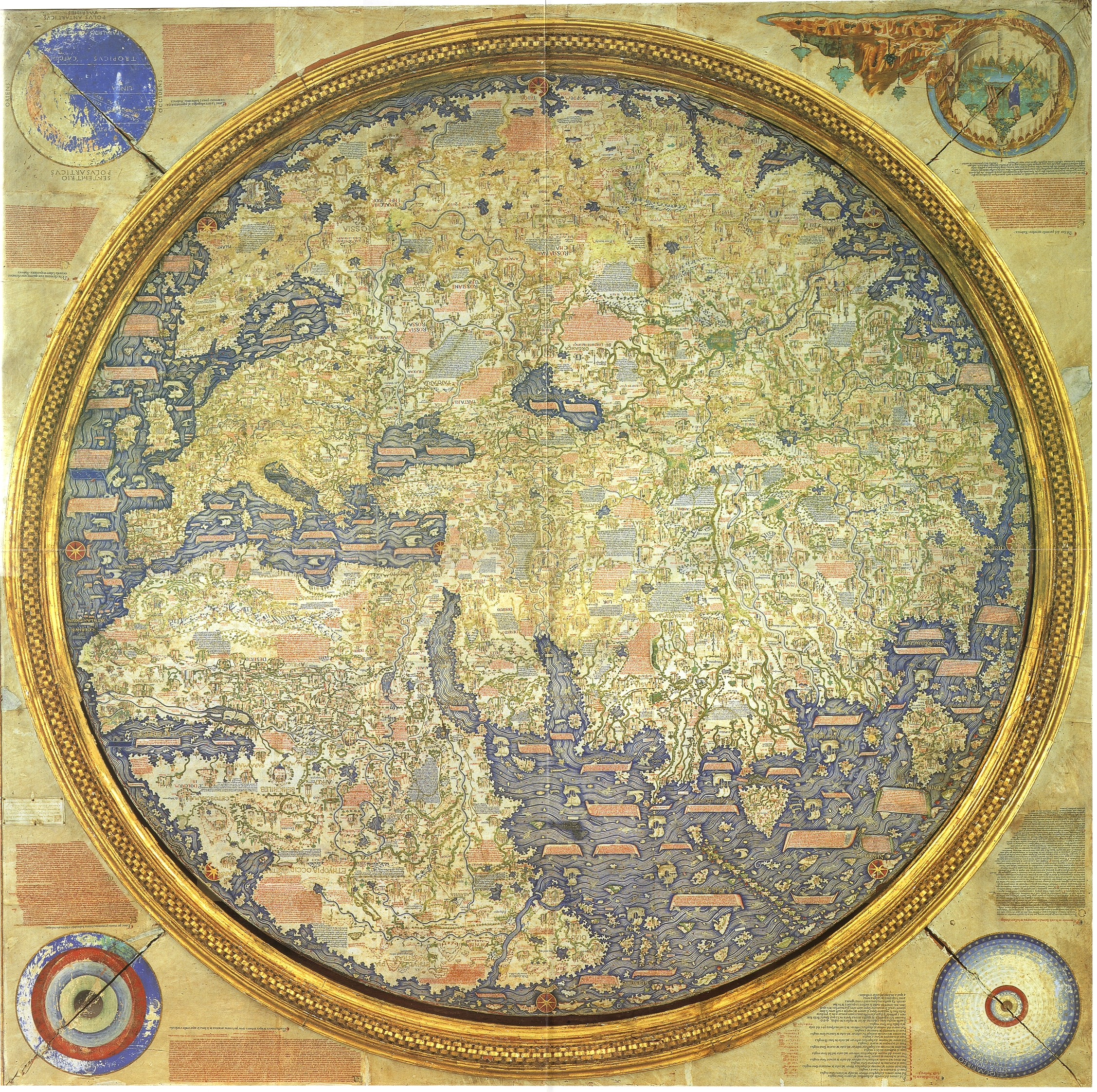
نقشه فرا مایورو